# Берне (Франция)
Берне́ (фр. Bernay) — город на севере Франции, регион Нормандия, департамент Эр, центр одноименного округа. Расположен в 167 км к западу от Парижа и в 60 км к юго-западу от Руана, в 6 км от автомагистрали А28. В центре города находится железнодорожная станция Берне линии Мант-ла-Жоли–Шербур.
Население (2018) — 9 951 человек.

## История
Городок Берне возник в эпоху галло-римлян на римской дороге, ведущей от Брионне до Ле-Мана на левом берегу реки Шарантон.
В период с 996 по 1008 год Ричард II, герцог Нормандии, отдал местность вокруг Берне своей жене Юдит, которая основала бенедиктинское аббатство. Монахи осушили болотистую местность. Тогда впервые Берне упоминался в документах как Brenaico.
Людовик IX основал в Берне в 1250 году странноприимный дом (Франция). В 1268 году он подарил Берне своему сыну Пьеру Алансонскому. После смерти Пьера в 1284 году Филипп Красивый подарил город своему брату Луи.
Во время Столетней войны в 1346 году Берне был занят Эдуардом III. В 1348 году город опустошила чума, за которой последовала засуха. В 1357 году после длинной осады город был взят Карлом II, при этом была полностью разрушена старая церковь Sainte-Croix. В 1378 году Карл V вернул Берне. В 1417 году город снова перешёл англичанам. В 1449 году Карл VII окончательно вернул Берне.
Во время религиозных войн в 1563 году на город напал Гаспар II де Колиньи. Город был разграблен, а аббатство сожжено. Все церкви, кроме Notre-Dame de la Couture, также были сожжены. В 1588 году в городе собралось примерно 12 тысяч восставших крестьян. Затем Франсуа де Монпансье со своим войском осадил город, а затем войска захватили и ограбили его.
Сохранившаяся церковь существовавшего здесь бенедиктинского аббатства — интереснейший памятник романской архитектуры XI века, в конце века XIX-го была превращена в склады для полотна и зернового хлеба.

## Достопримечательности
- Норманнская церковь Нотр-Дам де Берне[фр.] X века, уцелевшая часть бывшего аббатства Берне
- Церковь Святого Креста (Sainte-Croix) XVI—XIX веков с витражами из аббатства Ле-Бек
- Базилика Нотр-Дам-де-ла-Кутюр (Notre-Dame de la Couture) XIV—XVI веков
- Музей изобразительных искусств — фаянс, живопись, скульптура XVI—XIX веков

## Экономика
Структура занятости населения:
- сельское хозяйство — 0,4 %
- промышленность — 14,3 %
- строительство — 6,3 %
- торговля, транспорт и сфера услуг — 36,3 %
- государственные и муниципальные службы — 42,7 %

Уровень безработицы (2017) — 20,8 % (Франция в целом — 13,4 %, департамент Эр — 13,4 %). 

Среднегодовой доход на 1 человека, евро (2018) — 18 430 (Франция в целом — 21 730, департамент Эр — 21 700).

## Демография
Динамика численности населения, чел.

## Администрация
Пост мэра Берне с 2020 года занимает Мари-Лин Ваньер (Marie-Lyne Vagner). На муниципальных выборах 2020 года возглавляемый ею независимый список победил во 2-м туре, получив 40,19 % голосов (из трех списков).
| Период | Период | Фамилия         | Партия                                                         | Примечания                                                                          |
| ------ | ------ | --------------- | -------------------------------------------------------------- | ----------------------------------------------------------------------------------- |
| 1944   | 1981   | Гюстав Эон      | Объединение французского народа Союз за французскую демократию | президент Генерального совета департамента, сенатор                                 |
| 1981   | 1983   | Мари-Луиза Эме  | Союз за французскую демократию                                 |                                                                                     |
| 1983   | 2003   | Жоэль Бурден    | Союз за народное движение                                      | член Генерального совета департамента, сенатор                                      |
| 2003   | 2016   | Эрве Море       | Союз демократов и независимых                                  | член Генерального совета департамента, член Регионального совета Нормандии, сенатор |
| 2016   | 2020   | Жан-Юг Бонами   | Союз демократов и независимых                                  | член Совета департамента                                                            |
| 2020   |        | Мари-Лин Ваньер |                                                                |                                                                                     |

## Города-побратимы
- Хейзлмир, Великобритания
- Клоппенбург, Германия
- Дженнигс (Луизиана), США
- Канал-Винчестер[англ.], США

## Знаменитые уроженцы
- Александр Парижский, поэт второй половины XII века
- Робер Ленде (1746—1825), революционер и политический деятель.

## Галерея
- Церковь Нотр-Дам де Берне
- Базилика Нотр-Дам де ла Кутюр
- Церковь Святого Креста
- Особняк Габриэль
- Здание мэрии, бывший трибунал